# フルヴァツカ・コスタイニツァ
フルヴァツカ・コスタイニツァ（クロアチア語: Hrvatska Kostajnica）はクロアチア、シサク＝モスラヴィナ郡の都市及び基礎自治体である。単にコスタイニツァと呼ばれる場合もある。

## 地勢
ウナ川の河畔に位置し、南側はペトリニャ、シサクと、川の国境を挟みボスニア・ヘルツェゴビナの町ボサンスカ・コスタイニツァとそれぞれ接している。

## 人口動態
2001年の国勢調査によるフルヴァツカ・コスタイニツァの人口は1,993人で、基礎自治体全体では2,746人である。そのうちクロアチア人は77.02%を、セルビア人が15.7%を占めている。クロアチア紛争以前の1991年の人口は14,851人でセルビア人は9,343人、クロアチア人は4,295人、その他の民族が1,213人であった。紛争以前の人口は現在よりも多く、セルビア人が多数派を占めていたうえに、人口統計の対象地域も異なっている。

## 歴史
コスタイニツァが初めて言及されたのは1240年のテンプル騎士団の文書であった。現代ではこの年がコスタイニツァにおける公式な成立年とされているが、起源ははるかそれ以前で最初の集落ははっきりとはしていないが、塩や綿を運搬する重要なローマ街道沿いの町であったとされる。街道は周辺を徐々に都市に変え古いローマの文書からコスタイニツァ付近はオエネウム（Oeneum）であったと考えられている。紀元前3世紀以来の5つのマイルストーンがある。
13世紀から14世紀の間にオスマン帝国からの防御のためコスタイニツァは要塞化されている。要塞の所有者は貴族であるリポヴェチュキ（Lipovečki）、トット（Tot）、フランコパン（Frankopan）、ベンヴェンユゥド（Benvenjud）などで、最後はズリンスキ（Zrinski）であった。城は今日、ズリンスキ城として知られている。他の城砦はこの間、周辺の村であるコモゴヴィナ（Komogovina）、スヴィニツァ（Svinica）、プレヴルシャツ（Prevršac）に存在した。オスマン帝国は1556年にコスタイニツァを侵略したが、1687年には解放されている。
18世紀初期コスタイニツァには2つの学校が開校している。一つはカトリック系教会である聖アントゥン・パドヴィンスキ教会（St. Antun Padovinski）が運営する学校、もう一つはセルビア系の学校である。
20世紀に入ってからは、第二次世界大戦時の1944年5月30日にアメリカ軍より空爆を受る。1990年代に入るとクロアチア紛争によって再び多大な被害に見舞われている。クロアチア系の住民は謀反のセルビア人によって殺害されるか町から追放されるようになり、1991年にはクライナ・セルビア人共和国によって支配されている。バロック様式の教会や中世の薬局、18世紀のフランシスコ会の修道院などを含むクロアチア系住民の建物や住居は焼かれるか、略奪に遭っている。1995年の紛争終結によってクロアチア人の統制下に戻ったコスタイニツァには徐々に追放されたクロアチア系の住民が戻るようになった。

## 経済
フルヴェツカ・コスタイニツァの主要な産業は農業、皮革加工（履物など）、織物、印刷、木材の加工などである。釣りや狩猟は重要な観光資源でコスタイニツァはヨーロッパでこの分野では良い生息環境を有している。

## ゆかりの人物
- スヴェトザル・ボロイェヴィッチ -　オーストリア＝ハンガリー帝国の軍人